# Nadine Hahl
Nadine Beatrice Hahl (* 4. April 1978 in Groß-Gerau) ist eine deutsche Schauspielerin.

## Leben und Wirken
Nadine Hahl wurde in Groß-Gerau geboren und wuchs in Rüsselsheim auf, wo ihr Vater 45 Jahre lang bei Opel arbeitete. Sie besuchte die Gerhart-Hauptmann-Schule und dann die Werner-Heisenberg-Schule.
Bereits als Dreijährige stand Nadine Hahl auf der Bühne, nahm an den Schultheatertagen des Stadttheaters Rüsselsheim teil und war Mitglied der Theater-AG der Gerhart-Hauptmann-Schule.
Nach dem Schulbesuch lernte sie den Beruf der Groß- und Außenhandelskauffrau und arbeitete in der Kosmetikbranche. Die Tätigkeit blieb ein zweites wirtschaftliches Standbein, auch nachdem sie sich der Schauspielerei widmete. Sie wurde für Werbespots vor die Kamera geholt, wirkte bei verschiedenen Theaterproduktionen mit und wurde für Fernseh- und Filmproduktionen verpflichtet.
Eine erste kleine Rolle in einer internationalen Kinofilmproduktion hatte sie 2014 in dem britischen Spionagethriller A Most Wanted Man nach dem Roman John le Carré. 2015 folgte eine größere Rolle in dem Kinospielfilm 4 Könige (Regie: Theresa von Eltz). Außerdem war sie mehrfach in Fernsehserien wie Notruf Hafenkante sowie im Tatort und in Polizeiruf 110 zu sehen.
Nadine Hahl lebt seit 2007 in Hamburg.
Während Corona lebte Nadine Hahl sehr zurückgezogen, da sie mit ihrer chronischen Erkrankung keine Corona-Infektion riskieren wollte. Sie feiert im Jahr 2025 ihr Comeback und stand im April auch schon wieder für die Produktion "Gar kein Geld macht auch nicht glücklich" vor der Kamera.

## Filmografie (Auswahl)
- 2013: Bella Block (Fernsehserie)
- 2014 Jack Wolfskin (Werbespot)
- 2014 A Most wanted Man (Kinofilm)
- 2014 Astra - Holsten Brauerei (Marketingkampagne)
- 2015: Mein gebrauchter Mann (Fernsehserie)
- 2015 Tchibo (Werbespot)
- 2015: 4 Könige (Kinofilm)
- 2015–2019: Jennifer – Sehnsucht nach was Besseres (Fernsehserie)
- 2015 Aminas Breve (Kinofilm)
- 2016: Dora Heldt: Wind aus West mit starken Böen (Fernsehfilm)
- 2016 VW Amarok  South America (Werbung)
- 2016: Solo für Weiss – Das verschwundene Mädchen (Fernsehserie)
- 2016 MIMIMI - Sammy DeLuxe (Musikvideo)
- 2019 Polizeiruf 110 – Kindeswohl (Fernsehserie)
- 2021 Allianz - (Werbespot)
- 2025 Gar kein Geld macht auch nicht glücklich (Fernsehfilm)